# Dysaphis rumecicola
Dysaphis rumecicola är en insektsart. Dysaphis rumecicola ingår i släktet Dysaphis och familjen långrörsbladlöss.

## Underarter
Arten delas in i följande underarter:
- D. r. emicis
- D. r. rumecicola